# 辉发城镇
辉发城镇，是中华人民共和国吉林省通化市辉南县下辖的一个乡镇级行政单位。 区域面积158.19平方千米。

## 行政区划
辉发城镇下辖以下地区：
长春堡村、东胜村、星光村、富强村、民主村、保安村、大屯村、光辉村、蛟河口村、兴隆村、新民村、腰屯村和碱场村。